# 狂野飙车7：极速热力
《狂野飙车7：极速热力》（又译“狂野飙车7：热度”、“都市赛车7：热度”）是一部在2012年发行的竞速游戏，由Gameloft开发和发行，是狂野飙车系列中较新的一部游戏。游戏于2012年6月21日在iOS平台上发售。这是这部系列中第一部同时为iPhone和iPad开发的游戏。 游戏之后在Android、BlackBerry 10、Windows Phone 8、BlackBerry PlayBook、Windows 8 平台上发行。玩家可以驾驶超过60辆不同车型赛车，在15个城市的赛道上比赛，游戏同样允许玩家通过本地或联网挑战最多5位好友，以及利用匹配系统寻找在线对手。

## 评价
游戏整体上获得了比较好的评价。